# Octonion
Trong toán học, các octonion là một đại số chia định chuẩn trên các số thực. Hệ quả: nó là một hệ thống số siêu phức.Octonion thường được biểu thị bằng chữ in hoa O, chữ đậm O hoặc chữ đậm bảng đen {\displaystyle \mathbb {O} }. Octonion có tám chiều; gấp đôi các quaternion. Nó không giao hoán và không kết hợp, nhưng thỏa mãn một hình thức kết hợp yếu hơn gọi là kết hợp thay phiên.

## Định nghĩa
Các octonions có thể được coi như là các octet (bộ tám) của các số thực. Mỗi octonion là một tổ hợp tuyến tính của các octon đơn vị:
{\displaystyle \{e_{0},e_{1},e_{2},e_{3},e_{4},e_{5},e_{6},e_{7}\},}
Nếu ta đồng nhất {\displaystyle e_{0}} với số 1, ta cũng có thể viết
{\displaystyle x=x_{0}e_{0}+x_{1}e_{1}+x_{2}e_{2}+x_{3}e_{3}+x_{4}e_{4}+x_{5}e_{5}+x_{6}e_{6}+x_{7}e_{7},\,}
với các hệ số thực {\displaystyle \{x_{i}\}}.
Phép cộng được cho bởi cộng từng số hạng. Phép nhân đựoc cho bởi bảng nhân của các đơn vị (Cayley, 1845 và Graves, 1843):
|                       |                            | {\displaystyle e_{j}} |                        |                        |                        |                        |                        |                        |                        |
|                       | {\displaystyle e_{i}e_{j}} | {\displaystyle e_{0}} | {\displaystyle e_{1}}  | {\displaystyle e_{2}}  | {\displaystyle e_{3}}  | {\displaystyle e_{4}}  | {\displaystyle e_{5}}  | {\displaystyle e_{6}}  | {\displaystyle e_{7}}  |
| {\displaystyle e_{i}} | {\displaystyle e_{0}}      | {\displaystyle e_{0}} | {\displaystyle e_{1}}  | {\displaystyle e_{2}}  | {\displaystyle e_{3}}  | {\displaystyle e_{4}}  | {\displaystyle e_{5}}  | {\displaystyle e_{6}}  | {\displaystyle e_{7}}  |
| {\displaystyle e_{i}} | {\displaystyle e_{1}}      | {\displaystyle e_{1}} | {\displaystyle -e_{0}} | {\displaystyle e_{3}}  | {\displaystyle -e_{2}} | {\displaystyle e_{5}}  | {\displaystyle -e_{4}} | {\displaystyle -e_{7}} | {\displaystyle e_{6}}  |
| {\displaystyle e_{i}} | {\displaystyle e_{2}}      | {\displaystyle e_{2}} | {\displaystyle -e_{3}} | {\displaystyle -e_{0}} | {\displaystyle e_{1}}  | {\displaystyle e_{6}}  | {\displaystyle e_{7}}  | {\displaystyle -e_{4}} | {\displaystyle -e_{5}} |
| {\displaystyle e_{i}} | {\displaystyle e_{3}}      | {\displaystyle e_{3}} | {\displaystyle e_{2}}  | {\displaystyle -e_{1}} | {\displaystyle -e_{0}} | {\displaystyle e_{7}}  | {\displaystyle -e_{6}} | {\displaystyle e_{5}}  | {\displaystyle -e_{4}} |
| {\displaystyle e_{i}} | {\displaystyle e_{4}}      | {\displaystyle e_{4}} | {\displaystyle -e_{5}} | {\displaystyle -e_{6}} | {\displaystyle -e_{7}} | {\displaystyle -e_{0}} | {\displaystyle e_{1}}  | {\displaystyle e_{2}}  | {\displaystyle e_{3}}  |
| {\displaystyle e_{i}} | {\displaystyle e_{5}}      | {\displaystyle e_{5}} | {\displaystyle e_{4}}  | {\displaystyle -e_{7}} | {\displaystyle e_{6}}  | {\displaystyle -e_{1}} | {\displaystyle -e_{0}} | {\displaystyle -e_{3}} | {\displaystyle e_{2}}  |
| {\displaystyle e_{i}} | {\displaystyle e_{6}}      | {\displaystyle e_{6}} | {\displaystyle e_{7}}  | {\displaystyle e_{4}}  | {\displaystyle -e_{5}} | {\displaystyle -e_{2}} | {\displaystyle e_{3}}  | {\displaystyle -e_{0}} | {\displaystyle -e_{1}} |
| {\displaystyle e_{i}} | {\displaystyle e_{7}}      | {\displaystyle e_{7}} | {\displaystyle -e_{6}} | {\displaystyle e_{5}}  | {\displaystyle e_{4}}  | {\displaystyle -e_{3}} | {\displaystyle -e_{2}} | {\displaystyle e_{1}}  | {\displaystyle -e_{0}} |

### Phương pháp xây dựng Cayley-Dickson
Một octonion có thể được xác định như một cặp hai số phức. Tích của hai cặp (a, b) và (c, d) được xác định bởi
{\displaystyle (a,b)(c,d)=(ac-d^{*}b,da+bc^{*}),}
Ở đây {\displaystyle z^{*}} biểu thị liên hợp quaternion của z. Định nghĩa này tương đương với định nghĩa được đưa ra ở trên.